# スペースプロジェクト
株式会社スペースプロジェクトは、東京都中央区に本社を置くアダルトゲームの販売会社である。
「JANIS」や「Ciel」など、いくつものゲームブランドを擁しているが、開発はアイボリーなどの外部の制作会社に依存している。
1994年から1996年にかけ、当時の人気声優を起用したCD-ROMソフト『ボイスコレクション』の販売を行っていた。
2015年からは過去作品のAndroid端末への移植も行われている。

## 展開しているブランドとその作品
作品については抜粋。（）内は発売日、または発売年。

### JANIS
同社のサイトのURLや当初のタイトル「すぺじゃに共和国」の由来にもなっている。元々スペースプロジェクトは独立した会社であったが倒産したグラムス株式会社から資金を借りたり、営業や販売の協力を受けたりし関連会社となっていた。過去には同ブランドから『盛本真理子 forJANIS』などの実写ソフトが発売されていた。2006年の『CROSS FIRE』を最後に長い間新作を発売していなかったが、2014年7月25日に8年ぶりの新作『深淵の瞳は恋の色』を発売した。
- Anniversary 〜夏休みの想い出〜（1993年）制作/CHIME
- ぷりんせすでんじゃあ（1994年4月）制作/すたじお実験室
- ごくらくアリーナ（1994年6月）制作/CHIME
- 機械じかけのマリアン（1994年10月）制作/すたじお実験室
- マスカレード（1994年11月））制作/サイドＢ
- ばにぃはんたぁ零（1995年4月）制作/すたじお実験室
- 卒業写真（1995年6月）制作/VOICE
  - JANISフォトCDコレクション Vol7　卒業写真
- くるみちゃんにんじゃあ（1995年7月）制作/すたじお実験室
- 牌牌パラダイス （1995年10月）制作/ART NOUVEAU
- 緋色の姉妹（1995年12月）制作/サイドＢ
- 学園トライアングル（1996年1月）制作/すたじお実験室
- 卒業旅行（1996年[3]3月[4]）制作/あくてぃぶはーと
- 卒業写真2（1996年11月）制作/VOICE
- ぷりんせすでんじゃあ√2 ポチのドキドキ大作戦（1998年4月10日）制作/すたじお実験室
- THE GRAND HOTEL（1998年6月26日）制作/ダークナイト
- Double Face（1998年7月31日発売）制作/イエローキャップ
- 星のささやき（1998年8月27日発売）制作/ivory
- とらいあんぐるハートシリーズ（1998年 - 2002年）制作/ivory
- i wish …とどけこの想い（1999年2月26日）制作/ivory
- 東京九龍（1999年4月23日）制作/ivory
- みずいろの地図（1999年10月22日）制作/ivory
- (有)ロンドン☆スター 恋のだぶるくりっく（2000年3月24日）制作/ivory
- わたしのありか。（2000年10月27日）制作/ivory
- 魔法のパレット（2001年4月27日）制作/ivory
- ばぁじんぶるぅらぶ!（2001年8月3日）制作/ivory
- ツクヨミ 〜稀人の唄〜（2001年10月5日）制作/ivory
- じゅえる・まとりくす（2002年9月6日）制作/ivory
- 誕生日 〜通い妻（自称）日記〜（2002年11月29日）制作/ivory
- MIND REAPER（2003年5月16日）制作/ivory
- CANDY TOYS（2003年6月6日）制作/ivory
- A10 ※発売中止。キャラクターデザインはCARNELIAN。
- CROSS FIRE（2006年12月22日）制作/PalmTree
- 深淵の瞳は恋の色（2014年07月25日）制作/スタジオペールアクア[5]

### SPEED
- 月花美人（1998年5月29日）制作/すたじお実験室
- フォレストインザダーク 〜暗き森に集う夢〜（1998年5月29日）
- 迷宮無頼漢（1998年10月30日）制作/すたじお実験室
- Motif セピア色の素描（1998年11月27日）制作/NOCTOVISION
- 判決（1998年12月18日）制作/NOCTOVISION
- CROSS 恋の陽射（1999年3月26日）
- 続・月花美人〜桜花の頃〜（1999年5月28日）制作/すたじお実験室
- 女神の破瓜（1999年9月10日）制作/すたじお実験室
- 漂泊者の子守唄（1999年11月26日）制作/すたじお実験室
- 楽園迷宮PET（2000年6月2日）制作/すたじお実験室
- 堕ちゆく聖女（2001年4月13日）制作/すたじお実験室
- 真・月花美人（2001年7月19日）制作/すたじお実験室
- 判決2（2002年4月19日）制作/NOCTOVISION
- 旅館白鷺（2002年5月24日）制作/すたじお実験室
- 春待蜻蛉（2002年11月29日）制作/NOCTOVISION
- ひよこのキモチ（2003年5月16日）制作/いちひめ・すたじお実験室
- バイアス {biAs+} 嗤笑ける幻音が聴こえる（2003年6月6日）制作/いちひめ・すたじお実験室
- 藍色ノ狂詩曲（2003年11月14日）制作/NOCTOVISION
- た・べ・ご・ろ 〜ひとつ屋根の下で〜（2003年10月10日）制作/祭企画
- あまえんぼう 〜もう! イケないコね〜（2004年2月13日）制作/祭企画
- 銀行淫 〜堕ちゆく女達〜（2004年10月29日）制作/GIRL'S SOFTWARE
- 乗務淫 〜空の性奴隷〜（2005年4月28日）制作/GIRL'S SOFTWARE
- 姦染 〜淫欲の連鎖〜（2006年4月21日）制作/PalmTree
- 姦染2 〜淫罪都市〜（2007年6月15日）制作/PalmTree
- 姦染3 〜首都崩壊〜（2008年11月28日）制作/PalmTree
- 精神汚染（2009年7月17日）
- 姦染4 〜the day after〜（2010年04月30日）制作/PalmTree
- 姦染5 〜The Daybreak〜（2011年12月22日）制作/PalmTree
- 淫魔の憂鬱（2012年6月1日）
- 姦染 Ball Buster（2012年11月2日）
- LOVE×HATE（2013年5月31日）
- 淫艶 〜山里に乱れる手弱女〜（2013年6月21日）
- 姦染 COMPLETE BOX（2013年7月26日）
- せいこう！ 〜幼なじみは照れくさそうに嘘をつく〜（2013年9月20日）
- オーク様と魔女 〜Orcland saga〜（2015年10月23日）
- 姦染 CLIPPING CHRONICLE（2015年12月18日）
- ごくかの! 〜タマとらせてもらいます〜（2016年11月25日）
- ネコのお姉ちゃんが教えてくれたコト（2017年4月28日）

### Ciel
Tony原画の作品が主力となっている。
- 人形哀歌（1999年12月17日）制作/ぎぶみぃそふと
- Rose or Lose（2000年1月28日）制作/Studio OX
- 失くした時間へ（2000年6月30日）制作/ダークナイト
- 怪盗Z（2000年9月29日）制作/(株)エスエスビー
- アルカナ 〜光と闇のエクスタシス〜（2000年11月23日）制作/sorciere・製作/Force
- フェロモン 〜走れエロス！愛のタイムリミット〜（2001年4月20日）制作/Baltimore
- 御魂 〜忍〜（2001年6月22日）制作/sorciere・製作/Force
- SisterHear 〜ココロのカケラ〜（2001年11月9日）制作/Baltimore
- メイドハンター零一 〜のらメイド〜（2002年4月12日）制作/いちひめ・すたじお実験室
- After...（2003年6月27日）制作/rpm
- そらのいろ、みずのいろ（2004年6月25日）制作/rpm
- 真章 幻夢館（2004年12月17日）制作/rpm
- Ciel Limited Collector's Box -Tony Illustration Games-（2006年6月23日）制作/rpm
- フォルト!!（2009年7月31日）制作/rpm
- フォルト!!A (FAULT!! ACE)（2011年6月24日）制作/rpm
- フォルト!!S (SERVICE)〜新たなる恋敵〜（2012年6月29日）制作/rpm
- フォルト!! SA (SERVICE ACE) （2013年6月28日）制作/rpm

### NOA
- インナーパレス 〜白き後宮〜（2001年[4]10月19日）制作/ASTRO
- 電脳妖精エルファン（2002年4月19日）制作/ASTRO
- 蝉時雨（2002年11月15日）制作/らぴす
- 塔ノ沢魔術研究会（2003年5月23日）制作/ASTRO
- 落ち葉の舞う頃（2003年10月24日）制作/らぴす
- Blue Lagoon 〜南の海のマナン〜（2004年5月21日）制作/G-STEPS
- 黎明のラヴェンデュラ（2005年6月3日）制作/ASTRO
- 塔ノ沢魔術研究会＋（2007年4月13日）制作/ASTRO
- Witch's Slave 〜ワタシの脚をお舐め〜（2007年12月14日）制作/PalmTree

### AniSeed
『ガンシスター』まではSILVER開発のアニメーションAVGを展開していた（ブランド名は"Animation"のSeedによる）が、『Relict 〜トキの忘れもの〜』以降はシミュレーションRPGのブランドとなっている。
SILVER開発作品
- 花譜 -この調べが君に届きますように-（2001年3月23日）
- 重装皇女メタルプリンセス（2002年2月22日）
- ガンシスター（2002年11月29日）

シミュレーションRPG作品
- Relict 〜トキの忘れもの〜（2004年10月29日）制作/Octave
- ヘブンストラーダ（2005年10月21日）制作/チーム５６
- Relict2 〜エピソード・ムーン〜（2006年4月28日）制作/Octave
- レクタンドール戦記 レヴォラシオン 〜紋章の記憶〜（2006年10月27日）制作/Lurid

### Puzzlebox
PINK SIDE
- さくらリラクゼーション 〜四姉妹とのラブラブ同居性活〜（2005年6月17日）制作/rpm
- に〜づまはセーラー服 〜ダーリンは担任教師〜（2005年12月2日）制作/rpm
- シャッターチャンス・ラブ（2007年6月22日）制作/Snowflake・rpm
- シャッターチャンス・ラブEX（2008年4月18日）制作/Snowflake・rpm
- 萌日記（2008年7月31日）
- けもぱにっ！（2008年11月21日）制作/松茸本舗
- ファミ魔！（2010年5月28日）制作/松茸本舗
- ただかの 〜正しい彼女の作り方〜（2010年12月3日）制作/Snowflake

GLAY SIDE
- 叔母の寝室（2006年6月2日） - 原作/鏡龍樹「叔母の寝室」（フランス書院文庫刊） 制作/rpm
- 年上LESSON（2007年5月18日）原作/鏡龍樹「三人の家庭教師」（フランス書院文庫刊） 制作/UN-SPEAKABLE・rpm
- 禁親相愛 〜母に恋した僕〜（2011年4月28日）制作/Snowflake
- 誘惑女教師 〜熟れた蜜の味〜（2012年12月21日）制作/Snowflake

PURPLE SIDE
- 欲望の王国（2008年4月25日）制作/UN-SPEAKABLE・Snowflake・rpm
- 欲望の牢獄（2008年6月13日）制作/UN-SPEAKABLE・Snowflake・rpm
- 淫らな車窓から（2009年1月30日）制作/Snowflake
- おかずパラダイス Sweet & Darkness（2014年8月29日）
- PUZZLEBOX REMIX 〜ヒロイン・ショーケース〜（2015年1月23日）

### hourglass
- この歌が終わったら -When this song is over-（2010年8月6日）制作/Snowflake
- 淫祭の島 〜血と白濁の贄〜（2010年10月10日）制作/PalmTree
- 昏き祟りの森で（2012年1月27日）制作/Snowflake

### Atelier G/H
- 魔法少女ピュア・セインツ 〜負けちゃうたびに、どんどんエッチな正義のヒロインになっていっちゃうの〜（2012年6月1日）
- 学園NTR 〜僕の知らない彼女の淫顔（かお）〜
- 必殺！勃起人!! 〜至極の快楽痴漢〜
- 8人のM娘
- なりきり！ごっこ遊び 〜インモラルパッケージ〜

### AIRRIP
- 魔法少女 ぷらちなてるるちゃん

### Re-Pro!
アンドロイドアプリ専門ブランド。

## 過去に展開していたブランドとその作品
作品については抜粋。（）内は発売日、または発売年。

### deeps
- 夏の終わりに（1999年4月23日）制作/ダークナイト
- 上海幻想譚 帝都奇譚外伝（1999年6月25日）制作/ダークナイト
- Holmes! でっちあげ名探偵（2000年2月25日）制作/ダークナイト
- 魔法使いの♀弟子（2000年3月10日）制作/ダークナイト

### Soleil
- 五重奏（1999年11月12日）制作/NOCTOVISION
- CARTAGRAN（2000年5月26日）制作/イエローキャップ
- MaYA 〜微睡島ノ眠姫〜（2000年8月25日）制作/NOCTOVISION
- MaeStro（2000年10月27日）制作/sorciere・製作/Force
- てんてこ温泉時代劇〜亀屋〜（2001年7月19日）制作/Lily Bell
- 逸脱（2001年11月22日）制作/ムーン
- マスカレイド〜仮面遊戯〜（2002年2月15日）制作/spiral

### SWeet
- メイド白書（1999年6月18日）制作/SUNWEST
- Limit 168（1999年10月8日）制作/SUNWEST
- デパガ -service angel-（2000年6月23日）制作/SUNWEST
- クルーズ（2000年9月29日）制作/SUNWEST

### MINA
有限会社クォーティック (Creative Office -MINA-) の制作ブランド。
- レンズの向こう側……（2000年6月30日）
- Storia 〜逢魔の森の姫君達〜（2001年2月23日）

### Raptor
- 雪の華（2002年6月7日）制作/ivory
- いたずらBBQ 〜剥きたてラクロスっ娘喰い放題〜（2003年2月7日）制作/ムーン
- ぼくのなつあそび（2003年4月25日）制作/SPIEL
- 人妻コスプレ妄想（2004年11月19日）

### SPLASH
- 龍帝戦争 ペルペトゥームアモル（1998年7月24日）制作/ダークナイト

### SPACE PROJECT
PC-9800シリーズ全盛期からWindows 95普及期にかけては、社名と同一のこのブランドを展開していたこともあった。
- クローンドールシリーズ
- 転校生シリーズ（1995年・1998年）
- 聖翼学園seraphitaシリーズ（1997年）
- Be Happy! 恋舞う学園（1997年）制作/すたじお実験室
- 帝都奇譚 道士探偵の事件メモ（1997年12月19日[6]）

## フレンドリーブランドとその作品
2005年以降、上記のブランド群と別にFriendly Brandとして複数の新規ブランド作品の販売を行っていた。

### Globe 本気汁
- 人妻スワッピング生活（2005年11月11日）
- 俺の女神さまっ！（2007年5月25日）
- 若奥さま美咲 〜抱かれて悶えて流されて〜（2007年8月24日）

### Catarite（カタリテ）
- 色紙 〜シキガミ〜（2005年7月1日）

### SilverBullet
SilverBulletは、元D.O.のプロデューサーの村上智右が立ち上げたブランド。スペースプロジェクトの親会社が販売を担当している。
- 雪影 -setsuei-（2006年3月24日）

### BLIP
マリゴールドのパートナーゲームブランドでもある。
- TACTICS BRID（2006年5月26日）